# 消去算
消去算（しょうきょざん）とは、算数の文章題で、いくつかの未知数の線形結合から元の数を消去していって求める解法である。数学における連立一次方程式そのものである。算数において、消去算の特殊な場合である、和差算、鶴亀算、平均算、過不足算などの特殊算は全て消去算で解ける。中学入試では頻出。

## 例題
今朝はとても寒かったので、ケン先生は塾のみんなのために肉まんとあんまんと春雨まんを買っていくことにしました。そのところ、
肉まん7個・あんまん7個・春雨まん2個を買うと、1655円
肉まん8個・あんまん4個・春雨まん4個を買うと、1740円
肉まん9個・あんまん2個・春雨まん5個を買うと、1788円
になります。結局、肉まん8個・あんまん4個・春雨まん4個買っていったケン先生ですが、肉まんとあんまんと春雨まんのそれぞれの値段はいくらでしたか。

## 解答例
問題文より次の三つの式を導く。
- 肉×7+あん×7+春×2=1655（円）…(1)
- 肉×8+あん×4+春×4=1740（円）…(2)
- 肉×9+あん×2+春×5=1788（円）…(3)

(1)と(2)の式を操作する。
- (1)の式を2倍して、肉×14+あん×14+春×4=3310…(1)´
- (1)´の式から(2)の式を引くと、肉×6+あん×10=1570…(4)が導かれる。（こうすると、「春雨まん」が考慮のうちから消去される。これが消去算という名称の由来。）

次に、(2)と(3)から、春雨まんを消去した式を導く（(1)と(3)でもよい）。
- (2)×5 - (3)×4=肉×4+あん×12=1548…(5)

(4)と(5)の式から、肉まんとあんまんの値段を求める。
- (4)×6 - (5)×5=肉×16=1680
- よって肉まん一つの値段は、（1680÷16）円=105円
- 肉×1=105であることから、(4)の式より、肉×6+あん×10=105×6+あん×10=1570
- よってあんまん一つの値段は、｛（1570-105×6）÷10｝円=94円

肉×1=105、あん×1=94であるから、
- (1)の式より、105×7+94×7+春×2=735+658+春×2=1655
- よって春雨まん一つの値段は、｛（1655-735-658）÷2｝円=131円

答え：肉まん：105円、あんまん94円、春雨まん131円

## 解答例2
肉まん2個・あんまん1個・春雨まん1個、買うと、1740円÷4 = 435円 なので、
肉まん3個・あんまん5個、買うと、1655円 − 435円×2 = 785円

肉まん1個・あんまん3個、買うと、435円×5 − 1788円 = 387円

あんまん4個で、387円×3 − 785円 = 376円

あんまん1個で、376円÷4 = 94円

肉まん1個で、387円 − 94円×3 = 105円

春雨まん1個で、435円 − 105円×2 − 94 = 131円
答え：肉まん105円、あんまん94円、春雨まん131円

## 連立一次方程式として表示する
消去算は、中学校以降の数学の範囲である連立一次方程式で表すことができる。肉まん・あんまん・春雨まんの値段をそれぞれx, y, zとおくと、3元連立1次方程式となり、式はより簡潔になる。この方法で解くと、以下のようになる。
肉まん・あんまん・春雨まんの値段をそれぞれx, y, zとおくと、
7x+7y+2z=1655
8x+4y+4z=1740
9x+2y+5z=1788となる。
それぞれを変形すると、
7x+7y=1655-2z→①
z=435-2x-y→②
18x+4y+10z=3576→③となる。
②③より、5x+3y=918→④となる。
①②より、-3x-5y=-785→⑤となる。
④⑤より、(x,y)=(105,94)となる。
これを②に代入すると、z=131